# PXI

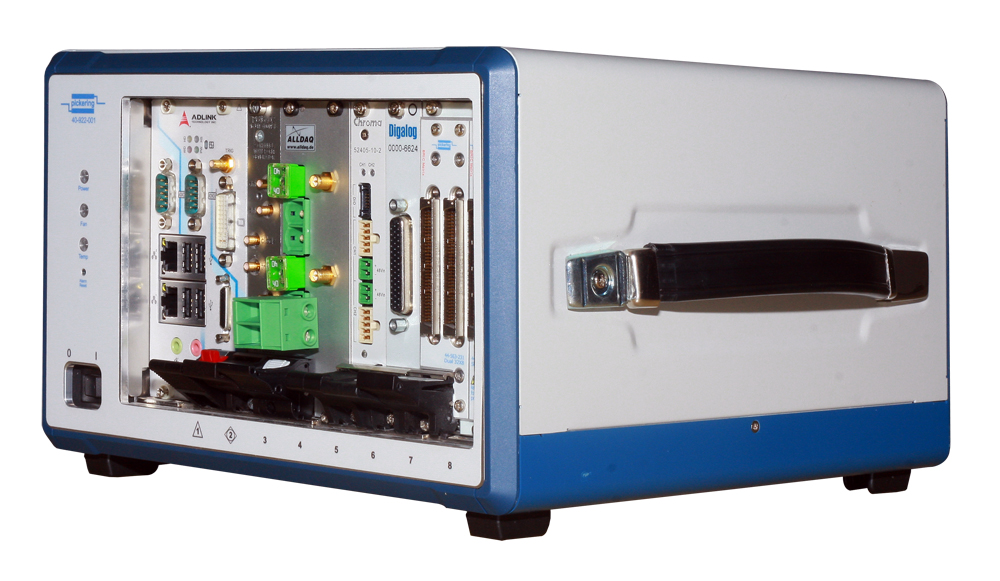

PXI (англ. PCI eXtensions for Instrumentation) — платформа для створення автоматизованих контрольно-вимірювальних систем.
Платформа PXI заснована на широко розповсюдженому стандарті CompactPCI і забезпечує ефективну взаємодію з тисячами модулів CompactPCI. PXI являє собою надійну платформу з фронтальним завантаженням модулів і вбудованими можливостями синхронізації і тактування окремих пристроїв, спеціально розробленими для вирішення задач тестування і вимірювань. PXI є міжнародним стандартом, що підтримується більш ніж 60 виробниками обладнання, в рамках якого розроблено понад 1100 різних продуктів. Висока продуктивність, малий розмір і низька ціна заснованих на технології PXI систем зробили PXI однією з платформ в технології тестування і вимірювань, які найбільш швидко розвиваються.